# Federação Paulista de Basketball
A Federação Paulista de Basketball é uma entidade regulamentadora da prática esportiva do basquete no estado de São Paulo. Tem a sua sede localizada na Rua Frei Caneca, 1407 na cidade de São Paulo. Foi fundada em 24 de abril de 1924, e teve como seu primeiro presidente Alberto Jackson Byington Júnior. Seu atual presidente é Mário Roberto Outuky.

## História
A história começou com o professor Estevam J. Strata, que tinha como objetivo discutir o futuro da modalidade que havia desembarcado no Brasil por meio do americano Auguste Shaw e já era praticada em alguns lugares em São Paulo.
Em uma reunião relizada em 24 de abril de 1924 no clube Esperia. O represetante da Società Palestra Itália (Strata), ao lado de Alberto Byington Junior do Club Athletico Paulistano, Mário Stoeterfoht Pedroso da Associação Cristã de Moços, José Espósito e Salvador Costa aAssociação Athletica São Paulo e Romeu Bianchi do Club Espéria Società Italiana de Canottieri), criaram a Federação Paulista de Bola ao Cesto (FPBC).
Em 30 de março de 1937, aconteceu a filiação à Confederação Brasileira de Basketball e em 3 de dezembro de 1942, foi adotado o novo nome e que se mantem até hoje: Federação Paulista de Basketball.
Por meio da Lei de Incentivo ao Esporte, à Liga Nacional de Basquete e a FPB trabalham juntas no Basquete Cidadão, em parceria com o Instituto Brazolin – Anjos do Esporte, com apoio do Ministério do Esporte e patrocínio da Whirlpool, detentora das marcas Brastemp, Consul e KitchenAid no Brasil. Em sua primeira temporada, o Basquete Cidadão vem funcionando no Centro Educacional Unificado (CEU) Paraisópolis e atende cerca de 80 pessoas entre crianças (6 a 11 anos), adolescentes (12 a 18 anos) e adultos (19 a 59 anos) – turmas divididas por faixas etárias.

### Clubes filiados e ex filiados
- "ASSOCIAÇÃO ATLÉTICA BASQUETE AVARÉ/ASSIS"
- "ASSOCIAÇÃO ATLÉTICA SÃO CAETANO"
- "ASSOCIAÇÃO ATLETICA SÃO PAULO" (fundador) e ex filiado)
- "ASSOCIAÇÃO CISTÃ DE MOÇOS" (fundador e ex filiado)
- "ASSOCIAÇÃO DESPORTIVA DE RIBEIRÃO PRETO"
- "ASSOCIAÇÃO DOS ESPORTISTAS DE VALINHOS"
- "ASSOCIAÇÃO DE BASQUETE ARARAQUARA"
- "ABCD BANDEIRANTES" - RIO CLARO
- "ADC BRADESCO – OSASCO
- "ADECO / CENTRO OLÍMPICO" - SÃO PAULO
- "ALPHAVILLE TENIS CLUBE" - BARUERI
- "A. MAUAENSE DOS AM. DO BASQUETE" - MAUÁ
- "AMÉRICA ESPORTE CLUBE" - SÃO JOSÉ DO RIO PRETO
- "APAB BARRETOS"
- "APAGE BASK FIG-GUARULHOS"
- "ASSOC. ESP. CULT. DE OSASCO"
- "ASSOCIAÇÃO BAURU BASKETBALL TEAM"
- "ASSOC. DE BASQUETE XV DE PIRACICABA"
- "ASSOCIAÇÃO REALIZAR" - PRAIS GRANDE
- "INSTITUTO DE CIDADANIA RAÍZES" - BARUERI
- "APABA / BASKETBALL SANTO ANDRÉ"
- "BASQUETE CATANDUVA" (ex filiado)
- "APBV / BASQUETE VENCESLAU"
- "CLUB ATHLETICO PAULISTANO" (fundador)
- "CLUBE ATLETICO CRAVINHOS"
- "CAMPINAS BASQUETE CLUBE"
- "CÍRCULO MILITAR DE SÃO PAULO"
- "CLUBE ESPERIA" (fundador)
- "CLUBE CAMPINEIRO DE REG. E NATAÇAO"
- "INSTITUTO PRESBITERIANO MACKENZIE"
- "E.C. PINHEIROS"
- "FEDERAÇÃO PAULISTA DE BASKETBALL"
- "ASSOC. BRAS. A HEBRAICA DE SÃO PAULO"
- "ASSOC. CULT. ESP. SOC. BARRETOS/ACESBS"
- "ASSOC. CULTURAL BENEF. DESP. RIO CLARO"
- "ASSOC. DESPORTIVA CENTRO OLÍMPICO-ADECO"
- "ASSOC. DESPORTIVA CLASSISTA BRADESCO"
- "ASSOC. DESPORTIVA MOGI DAS CRUZES"
- "ASSOC. DESPORTIVA E CULT. SÃO BERNARDO"
- "ASSOC. DESPORTIVA CULTURAL METODISTA"
- "ASSOC. LIMEIRENSE DE BASQUETEBOL"
- "ASSOC. MAUAENSE DOS AM. DO BASQUETE"
- "ASSOC. PRÓ BASQUETEBOL SÃO CARLOS" (ex filiado)
- "ASSOC. DE BASQUETEBOL DE JACAREÍ"
- "ASSOC. DE BASQUETEBOL DE PRES. VENCESLAU"
- "ASSOCIAÇÃO ESPORTIVA AMERICANA"
- "BASQUETE SÃO JOÃO"
- "CENTRO ESPORTIVO MUNICIPAL DE POA"
- "CLUBE ATLÉTICO CAMPESTRE DE ASSIS"
- "CLUBE ATLÉTICO JUVENTUS" (não filiado)
- "CLUBE INTERNACIONAL DE REGATAS"
- "DIVINO / COC / JUNDIAÍ"
- "E.C. BANESPA"
- "ESPORTE CLUBE UNIÃO SUZANO"
- "FRANCA BASQUETEBOL CLUBE"
- "FUND. AMP. ESP. MUNIC. JABOTICABAL"
- "FUNDAÇÃO PRÓ-ESPORTE DE SANTOS"
- "GRÊMIO RECREATIVO BARUERI"
- "INSTITUTO MVP DE ESPORTES"
- "JUNDIAÍ CLUBE"
- "LIGA DE BASKETBALL DA BAIXADA SANTISTA"
- "LIGA DE BASQ. DO CONELESTE PAULISTA"
- "LIGA DE ESP. ESCOLARES LE2"
- "LIGA SOROCABANA DE BASQUETE"
- "LINS BASQUETE"
- "NOSSO CLUBE"
- "ORG. SOCIAL JUNDIAI DE ESPORTES"
- "RIO PRETO AUTOMÓVEL CLUBE"
- "SÃO CARLOS CLUBE" (ex filiado)
- "SÃO JOSÉ DESPORTIVO"
- "SÃO PAULO FUTEBOL CLUBE"
- "SERVIÇO SOCIAL DA INDÚSTRIA/FRANCA"
- "SEMER/CASA DO GAROTO"
- "SOC. RECR. E DE ESPORTES DE RIBEIRÃO PRETO"
- "SOCIEDADE ESPORTIVA PALMEIRAS" (fundador)
- "SPORT CLUB CORINTHIANS PAULISTA"
- "TENIS CLUBE DE PRESIDENTE PRUDENTE"
- "UNIÃO AGRÍCOLA BARBARENSE F.C." (não filiado)
- "VERA CRUZ CAMPINAS"